# Zborovská kotlina
Zborovská kotlina je geomorfologickou částí Ondavské vrchoviny.  Leží v její severní části, přibližně 8 km severně od města Bardejov v stejnojmenném okrese. 

## Polohopis
Kotlina se nachází v severní části Ondavské vrchoviny, v údolí říčky Kamenec. Zjednodušeně má tvar písmene C a zasahuje od Becherova na severu po Zborov na jihu a od Stebníka na západě po Mikulášovú v údolí Ondavy na východě. Západní okraj vymezuje pohoří Busov, sever, východ i jih navazuje na zbylou část Ondavské vrchoviny. 
Území Zborovské kotliny je v západní části součástí povodí řeky Topľa, do které směřuje Kamenec s přítoky Regetovská a Rosucká voda. Východním okrajem protéká Ondava, do které ústí Jedlinka, Smilnianka a jiné menší potoky. 

## Doprava
Centrální částí kotliny vede silnice I / 77 z Bardejova do Svidníka, ze Zborova údolím Kamence přes Chmelovú a Becherov do sedla Dujava silnice II / 545. 

## Chráněná území
Zborovská kotlina leží mimo velkoplošná chráněná území, ale na jejím jižním okraji je zvláště chráněná lokalita (přírodní rezervace) Zborovský hradní vrch a na severozápadě národní přírodní rezervace Regetovské rašeliniště. 

## Turismus
Tato část Ondavské vrchoviny tvoří zejména východisko do okolních zajímavých lokalit. Významnou památkou je nad Zborovem ležící Zborovský hrad, situovaný na hradním vrchu, chráněném jako přírodní rezervace. Na hrad vede z obce značený chodník, stejně ze Zborova je přístupná Stebnícka Magura (899 m n. m.).

### Turistické trasy
- po  červené trase (Cesta hrdinů SNP):
  - ze Zborova přes Stebnícku Maguru do Bardejova
  - ze Zborova přes sedlo pod Hradským (odbočení na hrad) a Andrejovú do Svidníka
- po  zelené trase z Becherova do sedla Dujava
- po  žlutě značené trase:
  - z Regetovky do sedla Regetovská voda
  - ze Stebníka do sedla Blechnarka
  - ze Zborova na Zborovský hrad[2]